# Култхард, Дэвид
Дэ́вид Ма́ршалл Ку́лтхард (англ. David Marshall Coulthard [ˈkoʊlθɑrt]; 27 марта 1971, Твинхольм, Киркадбрайтшир), также известный как Ди-Си (англ. DC) — шотландский автогонщик, участник чемпионатов Формулы-1 с 1994 по 2008 годы. Вице-чемпион мира 2001 года, четырежды занимал третью строчку в личном зачёте чемпионата. Выступал за команды «Уильямс», «Макларен» и «Ред Булл», наибольших успехов добился, выступая за «Макларен» в 1996—2004 годах. Хотя Култхард ни разу не выигрывал чемпионат мира, он считается одним из наиболее успешных гонщиков конца 1990-х — начала 2000-х годов, занимая пятое место за всю историю Формулы-1 по количеству набранных очков, по состоянию на момент окончания выступлений в чемпионате мира. В 2010—2012 годах выступал в серии DTM. По завершении сезона 2012 года объявил о завершении своей гоночной карьеры.

## Молодость
Дэвид Култхард родился в маленьком шотландском городке Твинхольме (англ. Twynholm). Его отец владел транспортной компанией, которую основал ещё дед Култхарда, благодаря чему семья была достаточно обеспеченной. Это впоследствии помогло Култхарду сделать карьеру гонщика. Отец Култхарда был энтузиастом картинга, и у Дэвида уже в раннем возрасте возник интерес к гонкам. В 10 лет он начал участвовать в картинговых соревнованиях, а в 1983 году, когда ему было 12 лет, стал чемпионом Великобритании по картингу среди юниоров и удерживал этот титул до 1986 года, когда потерял возможность участвовать в чемпионате юниоров по возрасту.
В 1989 году Култхард начал выступать в Формуле-Форд, став победителем этого чемпионата, показав столь высокие результаты, что по результатам сезона был удостоен престижной премии «Лучшему молодому гонщику года», которая вручается командой «Макларен», журналом Autosport и клубом британских автогонщиков (McLaren Autosport BRDC Award). В 1991 году он перешёл в Формулу-3000 и стал гонщиком команды Paul Stewart Racing, за которую выступал до 1994 года. Сначала результаты были не очень высокими, но затем шотландец продемонстрировал серьёзный прогресс и в 1993 году финишировал в чемпионате Формулы-3000 на третьем месте.

## Начало карьеры в Формуле-1

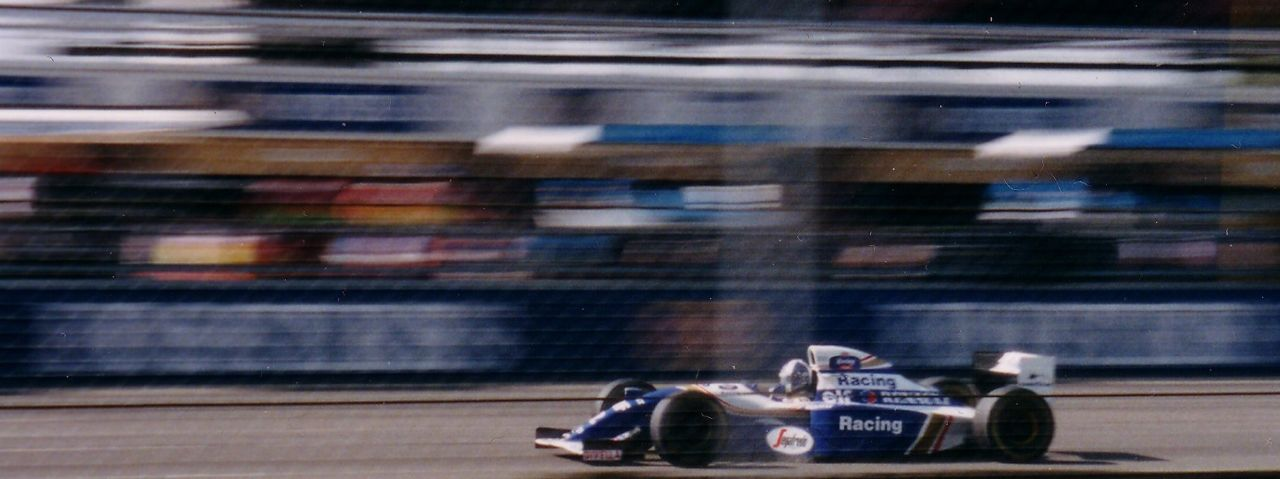
Култхард на Гран-при Великобритании 1994 года

Култхард впервые сел за руль болида Формулы-1 в 1990 году, в качестве приза от команды «Макларен». В 1992 году тестировал машину команды «Бенеттон-Форд». Дальше нескольких тестов тогда дело не пошло, но в следующем году Култхарда пригласили тестировать машину команды «Уильямс». Его работой в команде остались довольны, и Култхард стал официальным тест-пилотом «Уильямса» на 1994 год. Параллельно с этим он собирался продолжать выступления в «Формуле-3000».
Однако в сезоне 1994 года Култхард успел провести в Формуле 3000 лишь одну гонку. После трагической гибели Айртона Сенны 1 мая 1994 года Култхард занял место боевого пилота команды «Уильямс», дебютировав в этом качестве 29 мая 1994 года на Гран-при Испании. После двух проведённых гонок, в одной из которых Култхарду удалось финишировать пятым, ему пришлось уступить место бывшему чемпиону мира Найджелу Мэнселлу. Мэнселл не показал в гонке высоких результатов, и команда вернула в гонки Култхарда. Он провёл в сезоне 1994 года ещё шесть Гран-при, в одном из которых поднимался на подиум и ещё в трёх финишировал в очках. Последние три гонки сезона за «Уильямс» опять провёл Мэнселл, но и в них он не оправдал ожиданий команды, несмотря на победу в финальном Гран-при сезона. В результате на сезон 1995 года команда «Уильямс» заключила с Култхардом полноценный контракт.
В сезоне 1995 года Култхард показывал высокую скорость, завоевав пять поулов (четыре из них подряд) и одержав свою первую победу в Формуле-1 на Гран-при Португалии. Однако эта победа стала в сезоне единственной. Култхард мог победить ещё в трёх гонках, но ему мешал недостаток опыта и неудачные стечения обстоятельств. За сезон с ним произошли несколько инцидентов, виновником которых был только он сам: например, в Италии он вылетел с трассы на прогревочном круге, а в Австралии врезался в стену, когда заезжал в боксы. Поэтому, хотя Култхард был быстр и занял по итогам чемпионата третье место, руководство команды «Уильямс» решило не продлевать с ним контракт, и пригласило на 1996 год Жака Вильнёва, выигравшего в 1995 году чемпионат Индикара. Култхарда же пригласили в команду «Макларен», и он принял это предложение.

## Карьера в Макларене

### Начало
В сезоне 1996 года команда «Макларен» только начинала выходить из затяжного кризиса. В частности, моторы «Мерседес», на которые перешла команда, были ещё недостаточно надёжны и быстры. Поэтому, первый сезон в «Макларен» не получился для Култхарда результативным — семь гонок он не смог закончить, и лишь два раза был на подиуме (на Гран-при Монако, где до финиша смогли добраться лишь три машины, он финишировал на втором месте и на Гран-при Европы, где он стал третьим). По итогам сезона Култхард оказался в чемпионате пилотов только седьмым с 18 очками.
Сезон 1997 года начался для Култхарда лучше — первую гонку сезона, Гран-при Австралии, он сразу выиграл, на 20 секунд опередив пришедшего вторым Михаэля Шумахера. Но затем началась череда сходов — в некоторых гонках выходил из строя мотор, в некоторых трансмиссия и электроника, а иногда и сам Култхард ошибался и попадал в аварии. Вследствие этого и в 1997 году семь гонок не были завершены шотландцем. Однако общие результаты всё же оказались лучше, чем годом раньше — ближе к концу сезона Култхард смог показать существенно лучшие результаты по сравнению с партнёром по команде Микой Хаккиненом, смог одержать ещё одну победу (на Гран-при Италии) и два раза занимал вторые места. В последней гонке сезона после знаменитого столкновения между Жаком Вильнёвом и Михаэлем Шумахером Култхард мог бы выиграть и ещё одну гонку, но по приказу из боксов был вынужден пропустить вперёд Хаккинена, что вызвало недовольство болельщиков, а FIA пригрозила команде санкциями в случае повторения таких приказов. В чемпионате он вёл плотную борьбу с Жаном Алези за четвёртое место, и по завершении чемпионата имел одинаковое с ним количество очков — 36, оказавшись впереди лишь за счёт большего числа побед. После дисквалификации Шумахера за столкновение с Вильнёвом четвёртое место Култхарда превратилось в третье.

### Лучшие годы

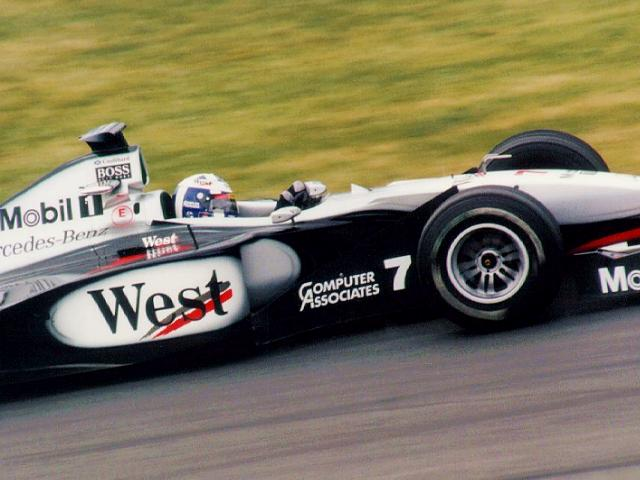
Култхард на Гран-при Канады 1998 года

В 1998 году команда «Макларен» наконец добилась того, что её машины стали быстрее, чем у конкурентов. На Гран-при Австралии Мика Хаккинен и Дэвид Култхард заняли первые два места в квалификации, и в гонке также сразу захватили лидерство — Хаккинен был впереди, а Култхард на втором месте. Однако на 36-м круге Хаккинен, неправильно поняв слова инженера по радио, по ошибке заехал в боксы, где его не ждали. Лидерство «Макларенов» было к тому времени столь прочным, что обойти его успел только Култхард. На последнем круге из боксов поступило указание пропустить Хаккинена вперёд, и Култхард подчинился. Как и в прошлом году, этот эпизод вызвал множество гневных откликов в прессе, а FIA вновь ограничилась предупреждением команде. Также, в некоторых источниках приводится мнение что никакого приказа не было, а обмен местами произошёл из-за того, что до старта между гонщиками было заключено негласное соглашение относительно этой гонки — пилоты решили, что тот из них, кто выиграет старт, выиграет и гонку.
В ходе сезона 1998 года машины команды «Макларен» продолжали показывать высокие результаты, но теперь команда старалась выстроить тактику так, чтобы Хаккинен заранее оказывался впереди. Култхард провёл сезон на вторых ролях, помогая Хаккинену побеждать. Он шесть раз был вторым и дважды третьим, и лишь четыре раза сходил с трассы. По результатам сезона он с 56 очками был на третьем месте, вслед за победившим Микой Хаккиненом и Михаэлем Шумахером.

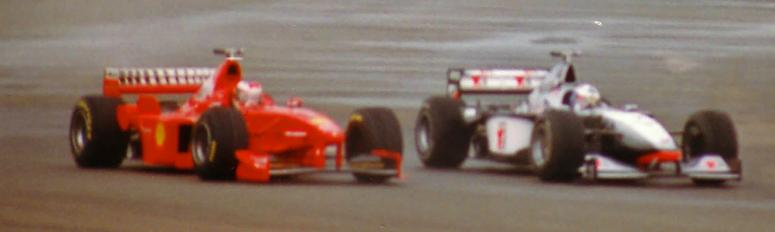
Борьба Култхарда и Михаэля Шумахера на Гран-при Великобритании 1998 года

Сезон 1999 года Култхард начал довольно слабо. К домашнему Гран-при Великобритании, восьмому этапу чемпионата, они имел в своём активе лишь два вторых места В Сан-Марино и Испании, причём в Барселоне он вчистую проиграл Хаккинену, а в Имоле его в блестящем стиле опередил Шумахер. Но в Сильверстоуне всё изменилось. Дэвид Култхард одержал первую в сезоне победу, а главный конкурент «Макларен» Михаэль Шумахер сломал ногу и выбыл из чемпионата на неопределённый срок. Теперь Култхард мог и сам сразиться с Хаккиненом за чемпионат.
Однако первое же из сражение на следующем после Великобритании Гран-при Австрии обернулось для Култхарда провалом. Сперва он на старте выбил Хаккинена с трассы (тому удалось вернуться и даже занять третье место, показав в гонке лучший круг), а потом умудрился растерять весь свой огромный запас от идущего вторым Ирвайна и упустить лидерство после пит-стопа.
Тем не менее, на Гран-при Бельгии Култхард одержал вторую в сезоне победу, опередив своего партнёра по команде, и стал рассматриваться одним из четырёх кандидатов на титул чемпиона мира. Но концовку сезона он провёл откровенно слабо и, набрав 48 очков, уступил не только Хаккинену и Ирвайну, но и Хайнцу-Харальду Френтцену на «Джордане». Кроме того, именно слабое выступление Култхарда не позволило «Макларен» повторить прошлогодний успех в Кубке Конструкторов.
В 2000 году после неудачного начала сезона в «Макларен» отказались от командной тактики и стали планировать гонки так, чтобы каждый из пилотов мог показать всё, на что он способен. В этих условиях Култхард показывал примерно такие же результаты, как и Хаккинен. Он выиграл три гонки, включая Гран-при Монако, и ещё восемь раз поднимался на подиум. Однако Михаэль Шумахер опередил их обоих и стал чемпионом, Хаккинен занял второе место, а Култхард — третье, с небольшим отставанием от Хаккинена.
В сезоне 2001 года результаты Хаккинена неожиданно снизились. Некоторые списывали это на череду неудачных случайностей, другие говорили, что Хаккинен потерял мотивацию. Култхард начал сезон хорошо — в первых 6 гонках он одержал две победы и ещё трижды был на подиуме — и стал фактическим лидером команды. Но в дальнейшем бороться с доминировавшей в ходе всего сезона Ferrari во главе с Михаэлем Шумахером Култхард не смог — четырежды он сходил (при этом трижды — из-за отказа мотора), а когда добирался до финиша — лишь раз смог добиться второго места. Он занял второе место по итогам чемпионата, но набрал почти вдвое меньше очков, чем Шумахер. Хаккинена же продолжали преследовать неудачи, и хотя временами ещё можно было наблюдать прежнего Хаккинена — например, в Гран-при Великобритании он победил с большим преимуществом, — чемпионат он закончил лишь пятым, отстав от Култхарда, в свою очередь, почти в два раза. После этого сезона Хаккинен объявил об уходе из Формулы-1, и напарником Култхарда стал молодой Кими Райкконен.

### Спад в результатах
В сезоне 2002 года Култхард последовал неудачному примеру Хаккинена — его результаты снизились, что также было достаточно неожиданным. Пилоты команды «Феррари» доминировали и в этом сезоне — так же, как и в предыдущем, однако на этот раз Култхард уступил в чемпионате не только им, но также и обоим пилотам «Уильямса» — Монтойе и Ральфу Шумахеру. Он одержал красивую победу в Монако после того, как на старте захватил лидерство и в течение всей гонки вёл плотную борьбу с Михаэлем Шумахером, финишировав в итоге с преимуществом всего в секунду; но эта победа стала единственной в сезоне, а результаты остальных гонок были не очень высокими — Култхард часто финишировал в очках, но в основном ближе к концу очковой зоны. По итогам чемпионата он был пятым с 41 очком.
2003 год Култхард начал с победы в Гран-при Австралии, дав своим почитателям надежду на то, что его результаты выровняются. Но в дальнейшем сезон 2003 года оказался для Култхарда ещё хуже предыдущего, причём он стал регулярно проигрывать своему гораздо менее опытному напарнику Кими Райкконену. Больше шотландец не одержал ни одной победы и лишь дважды был на подиуме. В чемпионате Култхард откатился на седьмое место (притом, что Райкконен стал вице-чемпионом), и ходили слухи, что уже со следующего года команда «Макларен» не станет продлевать с ним контракт. Но тогда этого не случилось, и Култхард остался в «Макларен» ещё на один сезон.
Однако в 2004 году Култхард даже ни разу не смог подняться на подиум. В начале сезона, когда машины «Макларен» страдали от механических проблем, Култхард старался ездить осторожно, и его опыт помогал ему завершать гонки тогда, когда Райкконен сходил; однако если ему и удавалось финишировать в очковой зоне, то это приносило лишь одно или два очка. Во второй половине сезона, когда появился новый, более скоростной и надёжный болид, Култхард не смог улучшить свои результаты и продолжал ездить так же, как и ранее. К концу чемпионата он почти в два раза отстал от Райкконена и оказался только десятым. После этого сезона команда «Макларен» более не стала продлевать контракт Култхарда, и ему пришлось искать себе место в другой команде.

## Карьера в Ред Булл

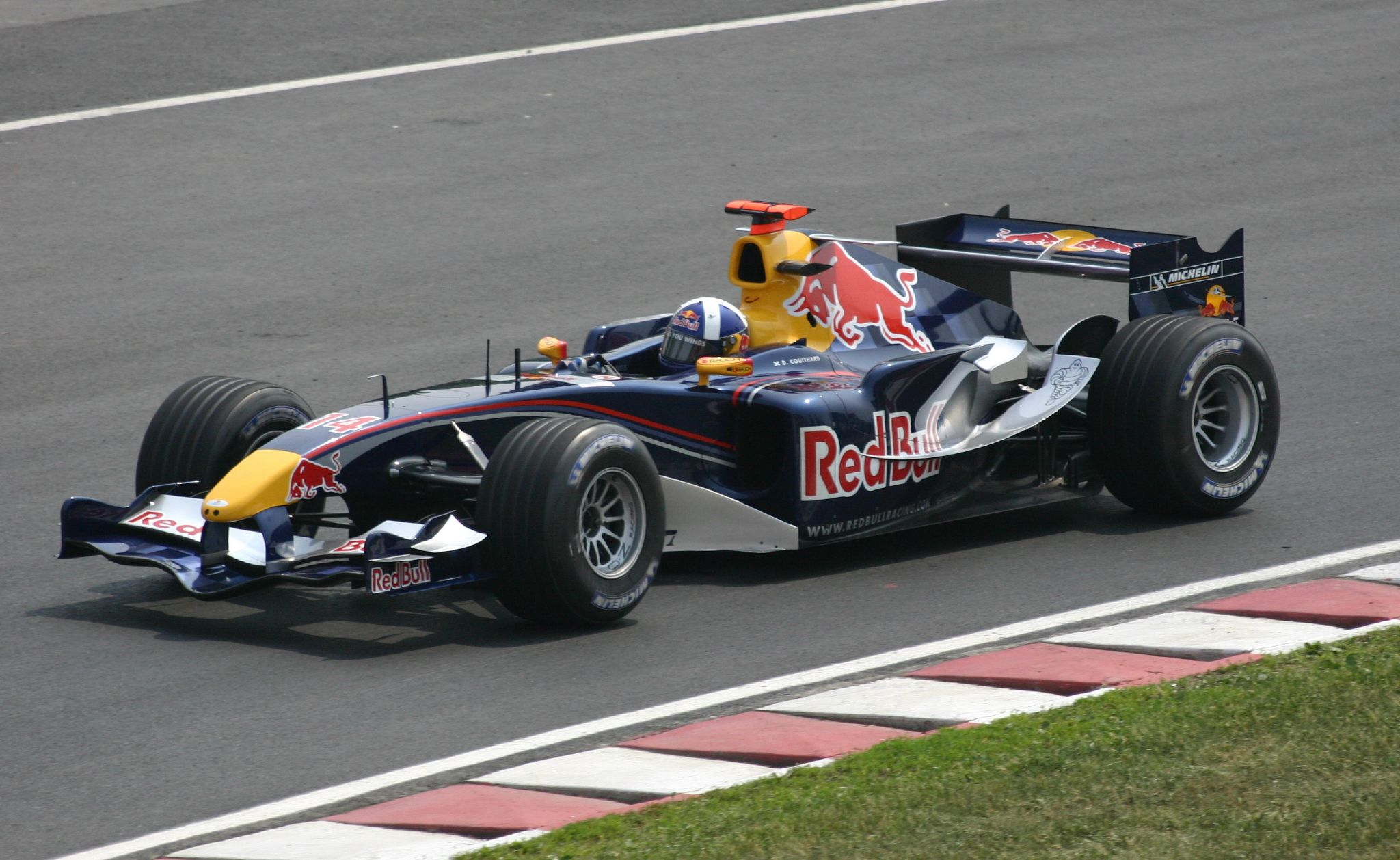
Култхард на Гран-при Канады 2005 года

Руководство молодой команды «Ред Булл Рейсинг», впечатлённое большим опытом Култхарда, пригласило его к себе в надежде, что он поможет становлению команды, даже если и не будет показывать высоких результатов. Партнёрами Дэвида в сезоне 2005 года были Кристиан Клин и Витантонио Льюцци, которые должны были ездить по очереди. Сезон получится для Култхарда удачным: он набирал очки во многих гонках, и по итогам чемпионата набрал 24 очка — столько же, сколько и в предыдущем сезоне. Но если для команды «Макларен» такой результат был провальным, то для «Ред Булл Рейсинг» это было несомненным успехом. Ещё в середине сезона команда продлила контракт с Култхардом ещё на год.
В 2006 году результаты Култхарда были ниже — он чаще сходил или финишировал вне очковой зоны, и набрал в чемпионате лишь 14 очков. Но вместе с тем в Гран-при Монако Култхард смог подняться на подиум — после трудной гонки он завоевал третье место. Этот результат являлся лучшим достижением команды до 2009 года. В ходе сезона 2006 года в команду перешёл один из ведущих инженеров «Макларен» Эдриан Ньюи, который будет строить машину для сезона 2007 года; также был подписан контракт с «Рено» на поставку двигателей в 2007 году, вместо использовавшихся в 2006 году моторов «Феррари». Летом 2006 года Култхард объявил, что хотел бы остаться в команде «Ред Булл» и дальше, и добавить к своей коллекции победу в Гран-при за эту команду. В августе 2006 года Култхард и «Ред Булл Рейсинг» подписали контракт на 2007 год.
3 июля 2008 года Култхард через пресс-службу Red Bull объявил, что в конце сезона 2008 года покинет Формулу-1, Гран-при Бразилии стал последним в карьере шотландца.

## Статистика и рекорды
По окончании своей карьеры в Формуле-1 Дэвид Култхард занимал первое место по количеству очков среди тех гонщиков, которые никогда не становились чемпионами мира, и среди всех британских гонщиков Формулы-1, превзойдя в 2005 году долго державшийся рекорд Найджела Мэнселла, составлявший 482 очка. Всего же со своими 535 очками Дэвид занимал 7-е место — уступая Михаэлю Шумахеру, Алену Просту, Айртону Сенне, Кими Райкконену, Рубенсу Баррикелло и Фернандо Алонсо. А вот по количеству Гран-при, в которых участвовал шотландец, после сезона 2008 года он вышел на 4-ю строчку в общем рейтинге всех пилотов Формулы-1 — уступая только абсолютному «долгожителю» серии Рубенсу Баррикелло, а также Риккардо Патрезе и Михаэлю Шумахеру.
Со своими 13 победами Дэвид занимал 19-е место среди всех пилотов чемпионата мира Формулы-1. Но и по этому показателю его догонял Фелипе Масса c 11 победами на конец 2008 года и новый чемпион — Льюис Хэмилтон (9 побед). С поулами (которых у Дэвида только 12) статистика тоже не в его пользу — только лишь 25-е место. Лишь два раза Дэвид побеждал, стартовав с поула. Зато по количеству подиумов (62) Дэвид делил 4-е место с Баррикелло — уступая все тому же Шумахеру, Просту и Сенне. Почти ровно в половине своих Гран-при Дэвид финишировал в очках, и по этому показателю (121 финиш) уступал только Шумахеру и Просту. А вот быстрейших кругов Дэвид поставил немного — только 18 за всю карьеру (14-е место).
В 2012 году Дэвид Култхард установил рекорд по поимке мяча для гольфа на движущемся автомобиле. Находясь за рулём 570-сильного родстера Mercedes-Benz SLS AMG на скорости 193 километра в час, Култхард поймал мяч, который пролетел 275 метров со скоростью 278 километров в час и был запущен профессиональным гольфистом Джейком Шепардом. Таким образом он установил рекорд Книги Гиннесса. Рекорд был поставлен на аэродроме Дансфолд, который также является тестовым треком передачи Top Gear.

## Личная жизнь
Дэвид Култхард живёт в Монако, как и некоторые другие гонщики — из-за низких налогов там предпочитают жить многие состоятельные люди. Ему принадлежат несколько отелей в Великобритании и Монако, включая известный отель Columbus, из окон которого можно смотреть Гран-при Монако.
За время гоночной карьеры таблоиды приписывали Култхарду отношения со многими женщинами, включая некоторых супермоделей — например, Хайди Клум и Рут Тейлор. Однако недавно в интервью BBC Култхард сказал, что многие утверждения таблоидов являются «устаревшими и неточными». В июне 2006 года Култхард обручился с Карен Минье (род. 22 марта 1973 г.), корреспонденткой из Бельгии, постоянно работавшей на гонках Формулы-1.
21 ноября 2008 года у Дэвида и Карен родился сын Дэйтон.
В 2000 году Култхард вместе со своей тогдашней девушкой Хайди Вичлински попал в авиакатастрофу. У небольшого самолёта, на котором они летели, загорелся один из двигателей, и при попытке произвести аварийную посадку в аэропорту Лиона самолёт получил серьёзные повреждения. Однако, хотя оба пилота погибли, Дэвид и Хайди отделались лёгкими ранениями и смогли быстро выбраться из горящего самолёта.
В июле 2011 года Култхард стал лицом бренда Mercedes-AMG.

## Гоночная карьера
| 1989 | Формула-Форд 1600 Dunlop/Autosport   | ?                   | ?          | ?          | ?          | ?          | 1          |            |            |
| 1989 | Формула-Форд 1600 P&O Ferries Junior | ?                   | ?          | ?          | ?          | ?          | 1          |            |            |
| 1989 | Формула-Форд Festival                | ?                   | 1          | 0          | 0          | N/A        | 3          |            |            |
| 1990 | Formula Opel Lotus Euroseries        | ?                   | 11         | 1          | ?          | ?          | 5          |            |            |
| 1990 | Formula Vauxhall Lotus               | ?                   | ?          | ?          | ?          | 80         | 4          |            |            |
| 1991 | Британская Формула-3                 | Paul Stewart Racing | 16         | 0          | 5          | 66         | 2          |            |            |
| 1991 | Гран-при Макао Формулы-3             | Paul Stewart Racing | 1          | 0          | 1          | Н/Д        | 1          |            |            |
| 1991 | Формула-3 Мастерс                    | Paul Stewart Racing | 1          | 0          | 1          | Н/Д        | 1          |            |            |
| 1991 | Гран-при Фудзи Формулы-3             | ?                   | 1          | 1          | 0          | Н/Д        | 2          |            |            |
| 1992 | Формула-3000                         | Paul Stewart Racing | 10         | 0          | 0          | 11         | 9          |            |            |
| 1992 | Гран-при Макао Формулы-3             | Paul Stewart Racing | 1          | 0          | 0          | Н/Д        | НК         |            |            |
| 1993 | Формула-3000                         | Pacific Racing      | 9          | 0          | 1          | 25         | 3          |            |            |
| 1994 | Формула-1                            | Williams            | 8          | 0          | 0          | 14         | 8          |            |            |
| 1994 | Формула-3000                         | Vortex              | 1          | 0          | 0          | 6          | 9          |            |            |
| 1995 | Формула-1                            | Williams            | 17         | 5          | 1          | 49         | 3          |            |            |
| 1996 | Формула-1                            | McLaren             | 16         | 0          | 0          | 18         | 7          |            |            |
| 1997 | Формула-1                            | McLaren             | 17         | 0          | 2          | 36         | 3          |            |            |
| 1998 | Формула-1                            | McLaren             | 16         | 3          | 1          | 56         | 3          |            |            |
| 1999 | Формула-1                            | McLaren             | 16         | 0          | 2          | 48         | 4          |            |            |
| 2000 | Формула-1                            | McLaren             | 17         | 2          | 3          | 73         | 3          |            |            |
| 2001 | Формула-1                            | McLaren             | 17         | 2          | 2          | 65         | 2          |            |            |
| 2002 | Формула-1                            | McLaren             | 17         | 0          | 1          | 41         | 5          |            |            |
| 2003 | Формула-1                            | McLaren             | 16         | 0          | 1          | 51         | 7          |            |            |
| 2004 | Формула-1                            | McLaren             | 18         | 0          | 0          | 24         | 10         |            |            |
| 2005 | Формула-1                            | Red Bull            | 19         | 0          | 0          | 24         | 12         |            |            |
| 2006 | Формула-1                            | Red Bull            | 18         | 0          | 0          | 14         | 13         |            |            |
| 2007 | Формула-1                            | Red Bull            | 17         | 0          | 0          | 14         | 10         |            |            |
| 2008 | Формула-1                            | Red Bull            | 18         | 0          | 0          | 8          | 16         |            |            |
| 2009 | Формула-1                            | Red Bull            | Тест-пилот | Тест-пилот | Тест-пилот | Тест-пилот | Тест-пилот | Тест-пилот | Тест-пилот |
| 2010 | DTM                                  | Mücke Motorsport    | 11         | 0          | 0          | 1          | 16         |            |            |
| 2011 | DTM                                  | Mücke Motorsport    | 10         | 0          | 0          | 1          | 16         |            |            |
| 2012 | DTM                                  | Mücke Motorsport    | 10         | 0          | 0          | 14         | 15         |            |            |

## Полная таблица результатов в Формуле-1
| Легенда к таблице |                                                                    |
| --- | ------------------------------------------------------------------ |
| В таблице перечислены результаты всех Гран-при Формулы-1, в которых принимал участие гонщик. Строками таблицы являются сезоны, столбцами — этапы чемпионата мира. В каждой клетке указаны сокращённое название этапа и результат, дополнительно обозначенный цветом. Расшифровка обозначений и цветов представлена в нижеследующей таблице. |                                                                    |
| \| Пример \| Описание \| \| ------------ \| ------------------------------------------------------------------ \| \| 1 \| Победитель \| \| 2 \| Второе место \| \| 3 \| Третье место \| \| 5 \| Финишировал, заработав очки \| \| Сход \| Не финишировал, но при этом заработал очки \| \| 12 \| Финишировал, не получив очков \| \| НКЛ \| Финишировал, но не попал в финальную классификацию \| \| 15 \| Участвовал вне зачёта, либо по отдельной классификации \| \| 18 \| Не финишировал, но попал в финальную классификацию \| \| Сход \| Не финишировал \| \| НКВ \| Не прошёл квалификацию \| \| НПКВ \| Не прошёл предквалификацию \| \| ДСК \| Дисквалифицирован \| \| ИСК \| Исключён из протокола соревнований \| \| ТТ \| Заявлен для участия только в тренировках \| \| НС \| Участвовал в квалификации, но не стартовал в гонке \| \| Т \| Травмирован или болен \| \| ОТК \| Отказ от участия \| \| НТР \| Прибыл на соревнования, но на трассу не выезжал \| \| НПР \| Был заявлен в числе участников, но не прибыл к началу соревнований \| \| О \| Соревнования отменены \| \| \| Не участвовал \| \| Поул-позиция \| \| \| Быстрый круг \| \| |                                                                    |
| Пример | Описание                                                           |
| 1 | Победитель                                                         |
| 2 | Второе место                                                       |
| 3 | Третье место                                                       |
| 5 | Финишировал, заработав очки                                        |
| Сход | Не финишировал, но при этом заработал очки                         |
| 12 | Финишировал, не получив очков                                      |
| НКЛ | Финишировал, но не попал в финальную классификацию                 |
| 15 | Участвовал вне зачёта, либо по отдельной классификации             |
| 18 | Не финишировал, но попал в финальную классификацию                 |
| Сход | Не финишировал                                                     |
| НКВ | Не прошёл квалификацию                                             |
| НПКВ | Не прошёл предквалификацию                                         |
| ДСК | Дисквалифицирован                                                  |
| ИСК | Исключён из протокола соревнований                                 |
| ТТ | Заявлен для участия только в тренировках                           |
| НС | Участвовал в квалификации, но не стартовал в гонке                 |
| Т | Травмирован или болен                                              |
| ОТК | Отказ от участия                                                   |
| НТР | Прибыл на соревнования, но на трассу не выезжал                    |
| НПР | Был заявлен в числе участников, но не прибыл к началу соревнований |
| О | Соревнования отменены                                              |
| | Не участвовал                                                      |
| Поул-позиция |                                                                    |
| Быстрый круг |                                                                    |

| Год  | Команда  | Шасси          | Двигатель                                         | 1        | 2        | 3        | 4        | 5        | 6        | 7        | 8        | 9        | 10       | 11       | 12       | 13       | 14       | 15       | 16       | 17       | 18       | 19    | Место | Очки |
| ---- | -------- | -------------- | ------------------------------------------------- | -------- | -------- | -------- | -------- | -------- | -------- | -------- | -------- | -------- | -------- | -------- | -------- | -------- | -------- | -------- | -------- | -------- | -------- | ----- | ----- | ---- |
| 1994 | Williams | FW16 FW16B     | Renault RS6 3.5 V10                               | БРА      | ТИХ      | САН      | МОН      | ИСП Сход | КАН 5    | ФРА      | ВЕЛ 5    | ГЕР Сход | ВЕН Сход | БЕЛ 4    | ИТА 6    | ПОР 2    | ЕВР      | ЯПО      | АВС      |          |          |       | 8     | 14   |
| 1995 | Williams | FW17 FW17B     | Renault RS7 3.0 V10                               | БРА 2    | АРГ Сход | САН 4    | ИСП Сход | МОН Сход | КАН Сход | ФРА 3    | ВЕЛ 3    | ГЕР 2    | ВЕН 2    | БЕЛ Сход | ИТА Сход | ПОР 1    | ЕВР 3    | ТИХ 2    | ЯПО Сход | АВС Сход |          |       | 3     | 49   |
| 1996 | McLaren  | MP4/11 MP4/11B | Mercedes FO 110 3.0 V10                           | АВС Сход | БРА Сход | АРГ 7    | ЕВР 3    | САН Сход | МОН 2    | ИСП Сход | КАН 4    | ФРА 6    | ВЕЛ 5    | ГЕР 5    | ВЕН Сход | БЕЛ Сход | ИТА Сход | ПОР 13   | ЯПО 8    |          |          |       | 7     | 18   |
| 1997 | McLaren  | MP4/12         | Mercedes FO 110E 3.0 V10 Mercedes FO 110F 3.0 V10 | АВС 1    | БРА 10   | АРГ Сход | САН Сход | МОН Сход | ИСП 6    | КАН 7    | ФРА 7    | ВЕЛ 4    | ГЕР Сход | ВЕН Сход | БЕЛ Сход | ИТА 1    | АВТ 2    | ЛЮК Сход | ЯПО 10   | ЕВР 2    |          |       | 3     | 36   |
| 1998 | McLaren  | MP4/13         | Mercedes FO 110G 3.0 V10                          | АВС 2    | БРА 2    | АРГ 6    | САН 1    | ИСП 2    | МОН Сход | КАН Сход | ФРА 6    | ВЕЛ Сход | АВТ 2    | ГЕР 2    | ВЕН 2    | БЕЛ 7    | ИТА Сход | ЛЮК 3    | ЯПО 3    |          |          |       | 3     | 56   |
| 1999 | McLaren  | MP4/14         | Mercedes FO 110H 3.0 V10                          | АВС Сход | БРА Сход | САН 2    | МОН Сход | ИСП 2    | КАН 7    | ФРА Сход | ВЕЛ 1    | АВТ 2    | ГЕР 5    | ВЕН 2    | БЕЛ 1    | ИТА 5    | ЕВР Сход | МАЛ Сход | ЯПО Сход |          |          |       | 4     | 48   |
| 2000 | McLaren  | MP4/15         | Mercedes FO 110J 3.0 V10                          | АВС Сход | БРА ДСК  | САН 3    | ВЕЛ 1    | ИСП 2    | ЕВР 3    | МОН 1    | КАН 7    | ФРА 1    | АВТ 2    | ГЕР 3    | ВЕН 3    | БЕЛ 4    | ИТА Сход | США 5    | ЯПО 3    | МАЛ 2    |          |       | 3     | 73   |
| 2001 | McLaren  | MP4-16         | Mercedes FO 110K 3.0 V10                          | АВС 2    | МАЛ 3    | БРА 1    | САН 2    | ИСП 5    | АВТ 1    | МОН 5    | КАН Сход | ЕВР 3    | ФРА 4    | ВЕЛ Сход | ГЕР Сход | ВЕН 3    | БЕЛ 2    | ИТА Сход | США 3    | ЯПО 3    |          |       | 2     | 65   |
| 2002 | McLaren  | MP4-17         | Mercedes FO 110M 3.0 V10                          | АВС Сход | МАЛ Сход | БРА 3    | САН 6    | ИСП 3    | АВТ 6    | МОН 1    | КАН 2    | ЕВР Сход | ВЕЛ 10   | ФРА 3    | ГЕР 5    | ВЕН 5    | БЕЛ 4    | ИТА 7    | США 3    | ЯПО Сход |          |       | 5     | 41   |
| 2003 | McLaren  | MP4-17D        | Mercedes FO 110M 3.0 V10 Mercedes FO 110P 3.0 V10 | АВС 1    | МАЛ Сход | БРА 4    | САН 5    | ИСП Сход | АВТ 5    | МОН 7    | КАН Сход | ЕВР 15   | ФРА 5    | ВЕЛ 5    | ГЕР 2    | ВЕН 5    | ИТА Сход | США Сход | ЯПО 3    |          |          |       | 7     | 51   |
| 2004 | McLaren  | MP4-19         | Mercedes FO 110Q 3.0 V10                          | АВС 8    | МАЛ 6    | БАХ Сход | САН 12   | ИСП 10   | МОН Сход | ЕВР Сход | КАН 6    | США 7    |          |          |          |          |          |          |          |          |          |       | 10    | 24   |
| 2004 | McLaren  | MP4-19B        | Mercedes FO 110Q 3.0 V10                          |          |          |          |          |          |          |          |          |          | ФРА 6    | ВЕЛ 7    | ГЕР 4    | ВЕН 9    | БЕЛ 7    | ИТА 6    | КИТ 9    | ЯПО Сход | БРА 11   |       | 10    | 24   |
| 2005 | Red Bull | RB1            | Cosworth TJ2005 3.0 V10                           | АВС 4    | МАЛ 6    | БАХ 8    | САН 11   | ИСП 8    | МОН Сход | ЕВР 4    | КАН 7    | США НС   | ФРА 10   | ВЕЛ 13   | ГЕР 7    | ВЕН Сход | ТУР 7    | ИТА 15   | БЕЛ Сход | БРА Сход | ЯПО 6    | КИТ 9 | 12    | 24   |
| 2006 | Red Bull | RB2            | Ferrari 056 2.4 V8                                | БАХ 10   | МАЛ Сход | АВС 8    | САН Сход | ЕВР Сход | ИСП 14   | МОН 3    | ВЕЛ 12   | КАН 8    | США 7    | ФРА 9    | ГЕР 11   | ВЕН 5    | ТУР 15   | ИТА 12   | КИТ 9    | ЯПО Сход | БРА Сход |       | 13    | 14   |
| 2007 | Red Bull | RB3            | Renault RS27 2.4 V8                               | АВС Сход | МАЛ Сход | БАХ Сход | ИСП 5    | МОН 14   | КАН Сход | США Сход | ФРА 13   | ВЕЛ 11   | ЕВР 5    | ВЕН 11   | ТУР 10   | ИТА Сход | БЕЛ Сход | ЯПО 4    | КИТ 8    | БРА 9    |          |       | 10    | 14   |
| 2008 | Red Bull | RB4            | Renault RS27 2.4 V8                               | АВС Сход | МАЛ 9    | БАХ 18   | ИСП 12   | ТУР 9    | МОН Сход | КАН 3    | ФРА 9    | ВЕЛ Сход | ГЕР 13   | ВЕН 11   | ЕВР 17   | БЕЛ 11   | ИТА 16   | СИН 7    | ЯПО Сход | КИТ 10   | БРА Сход |       | 16    | 8    |

## Результаты выступлений вDTM
| Легенда к таблице |                                                                    |
| --- | ------------------------------------------------------------------ |
| В таблице перечислены результаты всех гонок, в которых принимал участие гонщик. Строками таблицы являются сезоны, столбцами — этапы соревнований. В каждой клетке указаны сокращённое название этапа и результат, дополнительно обозначенный цветом. Расшифровка обозначений и цветов представлена в нижеследующей таблице. |                                                                    |
| \| Пример \| Описание \| \| ------------ \| ------------------------------------------------------------------ \| \| 1 \| Победитель \| \| 2 \| Второе место \| \| 3 \| Третье место \| \| 5 \| Финишировал, заработав очки \| \| Сход \| Не финишировал, но при этом заработал очки \| \| 12 \| Финишировал, не получив очков \| \| НКЛ \| Финишировал, но не попал в финальную классификацию \| \| 15 \| Участвовал вне зачёта, либо по отдельной классификации \| \| 18 \| Не финишировал, но попал в финальную классификацию \| \| Сход \| Не финишировал \| \| НКВ \| Не прошёл квалификацию \| \| НПКВ \| Не прошёл предквалификацию \| \| ДСК \| Дисквалифицирован \| \| ИСК \| Исключён из протокола соревнований \| \| ТТ \| Заявлен для участия только в тренировках \| \| НС \| Участвовал в квалификации, но не стартовал в гонке \| \| Т \| Травмирован или болен \| \| ОТК \| Отказ от участия \| \| НТР \| Прибыл на соревнования, но на трассу не выезжал \| \| НПР \| Был заявлен в числе участников, но не прибыл к началу соревнований \| \| О \| Соревнования отменены \| \| \| Не участвовал \| \| Поул-позиция \| \| \| Быстрый круг \| \| |                                                                    |
| Пример | Описание                                                           |
| 1 | Победитель                                                         |
| 2 | Второе место                                                       |
| 3 | Третье место                                                       |
| 5 | Финишировал, заработав очки                                        |
| Сход | Не финишировал, но при этом заработал очки                         |
| 12 | Финишировал, не получив очков                                      |
| НКЛ | Финишировал, но не попал в финальную классификацию                 |
| 15 | Участвовал вне зачёта, либо по отдельной классификации             |
| 18 | Не финишировал, но попал в финальную классификацию                 |
| Сход | Не финишировал                                                     |
| НКВ | Не прошёл квалификацию                                             |
| НПКВ | Не прошёл предквалификацию                                         |
| ДСК | Дисквалифицирован                                                  |
| ИСК | Исключён из протокола соревнований                                 |
| ТТ | Заявлен для участия только в тренировках                           |
| НС | Участвовал в квалификации, но не стартовал в гонке                 |
| Т | Травмирован или болен                                              |
| ОТК | Отказ от участия                                                   |
| НТР | Прибыл на соревнования, но на трассу не выезжал                    |
| НПР | Был заявлен в числе участников, но не прибыл к началу соревнований |
| О | Соревнования отменены                                              |
| | Не участвовал                                                      |
| Поул-позиция |                                                                    |
| Быстрый круг |                                                                    |

| Год  | Команда          | Машина                      | 1       | 2      | 3        | 4        | 5      | 6      | 7        | 8        | 9         | 10        | 11    | Позиция | Очки |
| ---- | ---------------- | --------------------------- | ------- | ------ | -------- | -------- | ------ | ------ | -------- | -------- | --------- | --------- | ----- | ------- | ---- |
| 2010 | Mücke Motorsport | AMG-Mercedes C-Klasse 2008  | ХОК1 12 | ВАЛ 13 | ЛАУ Сход | НОР 13   | НЮР 10 | ЗАН 12 | БРХ 12   | ОШР 14   | ХОК2 Сход | АДР 10    | ШАН 8 | 16      | 1    |
| 2011 | Mücke Motorsport | AMG-Mercedes C-Klasse 2008  | ХОК1 10 | ЗАН 16 | РБР 9    | ЛАУ 13   | НОР 8  | НЮР 17 | БРХ 12   | ОШР 10   | ВАЛ ДСК   | ХОК2 17   |       | 16      | 1    |
| 2012 | Mücke Motorsport | AMG-Mercedes C-Klasse Coupe | ХОК1 8  | ЛАУ 12 | БРХ 15   | РБР Сход | НОР 5  | НЮР 20 | ЗАН Сход | ОШР Сход | ВАЛ 11    | ХОК2 Сход |       | 15      | 14   |